# Ivan Turina
Pour les articles homonymes, voir Turina.
Ivan Turina, né le 3 octobre 1980 à Zagreb en Yougoslavie et mort le 2 mai 2013 à Stockholm en Suède, est un footballeur international croate.
Professionnel de 2000 à 2013, il occupe le poste de gardien de but.

## Biographie

### Débuts et confirmation en Croatie
Né à Zagreb, Ivan Turina commence sa carrière au Dinamo, le plus grand club de Croatie. Soumis à la forte concurrence de l'international Tomislav Butina, Turina est prêté en 2001 au NK Kamen Ingrad puis un an plus tard au NK Osijek, deux clubs de divisions inférieures. Avec le départ de Butina vers le FC Bruges, Turina revient au club en 2003 pour prendre sa place, ce qu'il fait avec plus ou moins de réussite. Avec l'arrivée de Vladimir Vasilj l'année suivante, Ivan Turina est mis en difficulté, mais regagne finalement son poste en fin de championnat. En 2005-2006, pour sa première année pleine au Dinamo, Turina effectue une très bonne saison. Considéré comme l'un des meilleurs gardiens du championnat, il honore sa première sélection avec la Croatie le 1er février 2006 contre Hong Kong en Carlsberg Cup (victoire 4–0), remplaçant Joe Didulica à la mi-temps. Champion de Croatie à la fin de la saison, et à la tête de la meilleure défense de la ligue, le gardien croate défend avec ses coéquipiers le titre national l'année suivante, même s'il ne joue plus à partir de l'hiver à la suite de l'émergence du jeune Filip Lončarić.

### Passe deux saisons à l'étranger
Crédité d'une bonne côte en Europe, Ivan Turina fait en 2007 le choix étonnant de partir au Skoda Xanthi, seulement 11e du dernier championnat grec. Ayant pourtant été l'un des meilleurs à son poste dans son pays, Ivan Turina est devancé dans les cages et dans les choix de son entraîneur par Michael Gspurning, et ne joue donc pas beaucoup.
Le 26 août 2008, il signe un contrat de trois ans avec le Lech Poznań, club polonais, étant engagé pour répondre aux difficultés de l'équipe en défense. Après plusieurs rencontres de coupe nationale, il fait ses débuts en championnat le 31 octobre face à l'Odra Wodzisław Śląski. Le 6 novembre, il joue son premier match européen avec Poznań, face à l'AS Nancy-Lorraine lors de la phase de poules de la Coupe UEFA. Remplaçant dans les cages Krzysztof Kotorowski, il est l'auteur de bonnes performances et de nombreuses parades, ne concédant par exemple que deux buts lors de ses sept premiers matches en championnat, et réussit donc à garder son nouveau statut de titulaire au sein d'une équipe qui se bat pour accrocher une place européenne. Le 6 mai 2009, il qualifie son club pour la finale de la Coupe de Pologne, arrêtant deux des trois tirs au but des joueurs du Polonia Varsovie. Deux semaines plus tard, Turina garde sa cage inviolée en finale, permettant au Lech Poznań de remporter la compétition, puis finit la saison sur une troisième place en championnat, qualificative pour la Ligue Europa.

### Suite de sa carrière

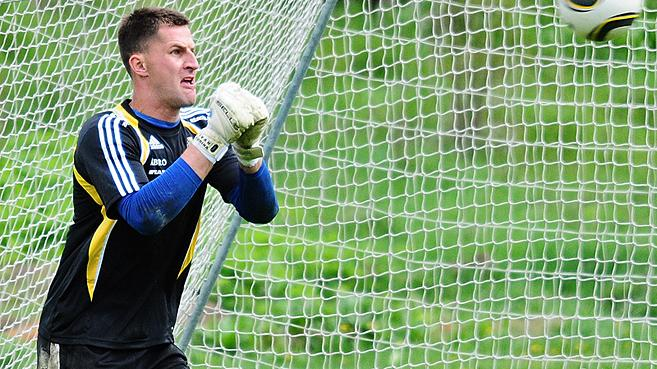
À l'essai avec Solna, en 2010.

Le 11 septembre 2009, Turina choisit de résilier son contrat avec Poznań, et reprend l'entraînement avec son ancien club du Dinamo Zagreb. En janvier, il s'engage avec le club pour six mois. Cependant, il n'occupe que le rôle de deuxième voire de troisième gardien et ne joue quasiment pas, et son contrat n'est pas renouvelé.
Le 16 mai 2010, il rejoint la Suède et l'AIK Solna, le champion en titre, après y avoir fait un essai motivé par les blessures des autres gardiens du club. Il s'engage pour trois ans et demi. Le 17 juillet, il fait ses débuts avec sa nouvelle équipe contre Malmö. Rapidement, il gagne une place de titulaire et n'en change plus. Sur le plan collectif, cette saison 2010 est très décevante (11e place), mais précède une autre de bien meilleure facture qui voit Solna s'inviter à la course au titre. Finalement deuxième au classement, Turina fait son retour en Ligue Europa et y réalise un bon parcours, atteignant la phase de poules et affrontant des clubs comme le Napoli ou le PSV Eindhoven. Lors de cette même saison 2012, l'AIK échoue à un point de la troisième place en championnat, qualificative pour une compétition européenne. Considéré par les observateurs suédois comme l'un des meilleurs gardiens du championnat, Turina prolonge en février 2013 son contrat jusqu'en 2016 et devient l'un des joueurs d'Allsvenskan les mieux payés.

### Décès

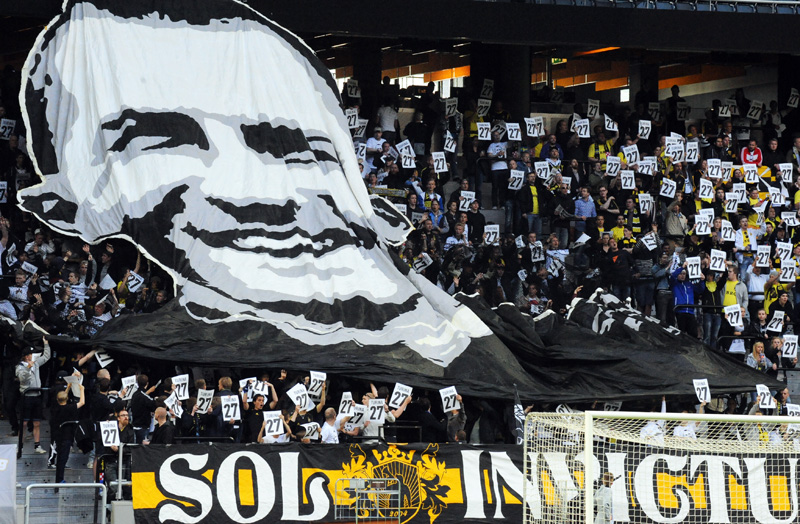
Hommage du public de l'AIK après sa mort, lors d'un match de charité.

Le 2 mai 2013, Ivan Turina est retrouvé mort dans son appartement du nord de Stockholm à l'âge de 32 ans. Vraisemblablement, il aurait succombé à une insuffisance cardiaque pendant son sommeil. Ses problèmes cardiaques étaient connus de tous, mais diagnostiqués comme étant sans danger.

## Palmarès

### Avec leDinamo Zagreb
- Vainqueur de la Coupe de Croatie en 2004 et 2007
- Champion de Croatie en 2006, 2007 et 2010
- Vainqueur de la Supercoupe de Croatie en 2006

### Avec leLech Poznań
- Vainqueur de la Coupe de Pologne en 2009